# Cantón de Villeréal
El cantón de Villeréal era una división administrativa francesa, que estaba situada en el departamento de Lot y Garona y la región de Aquitania.

## Composición
El cantón estaba formado por trece comunas:
- Bournel
- Dévillac
- Doudrac
- Mazières-Naresse
- Montaut
- Parranquet
- Rayet
- Rives
- Saint-Étienne-de-Villeréal
- Saint-Eutrope-de-Born
- Saint-Martin-de-Villeréal
- Tourliac
- Villeréal

## Supresión del cantón de Villeréal
En aplicación del Decreto n.º 2014-257 de 26 de febrero de 2014, el cantón de Villeréal fue suprimido el 22 de marzo de 2015 y sus 13 comunas pasaron a formar parte del nuevo cantón del Alto de Agen Périgord.